# Boulter’s Lock

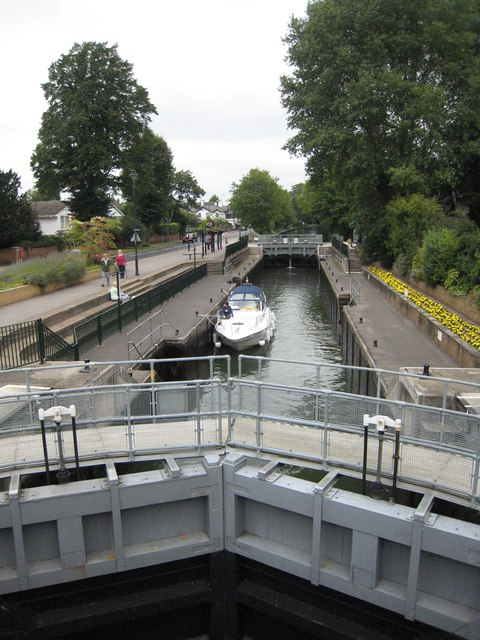
Das Boulter’s Lock

Das Boulter’s Lock ist eine Schleuse in der Themse in England. Es liegt im Osten von Maidenhead in Berkshire. Die erste Schleuse wurde hier 1772 von der Thames Navigation Commission. Sie befindet sich am westlichen Ufer zwischen der A4094 von Maidenhead nach Cookham und der Ray Mill Island. Der Name wird auch für die nähere Umgebung gebraucht.
Das zur Schleuse gehörige Wehr liegt am nördlichen Ufer von Ray Mill Island. Es ist ein beliebtes Playboatinggebiet, das entsprechend gestaltet wurde und andere Nutzer des Flusses nicht stört.

## Geschichte
Die früheste Erwähnung einer Stauschleuse stammt aus dem späten 16. Jahrhundert. Es gibt Berichte, dass seit dem 14. Jahrhundert an dieser Stelle eine Mühle existierte. Die Stauschleuse lag dort, wo heute das Wehr ist, mit einer Winde zum Durchziehen der Boote in der Nähe der Boulter’s Island. 1746 wird berichtet, dass es flussabwärts keine Schleuse oberhalb dieser Stelle gab. Die Bestimmungen der Thames Navigation Commission von 1770 erlaubten keine Schleusen abwärts der Maidenhead Bridge. Daher war diese 1772 gebaute Schleuse die am weitesten flussabwärts gelegene Schleuse, der acht, die zunächst von der Kommission gebaut wurden. Die Schleuse war mit Holz verkleidet. Die Bauarbeiten wurden von Joseph Nickalls geleitet, der die Pläne zur Verbesserung der Schifffahrt auf der Themse zur Vorbereitung des entsprechenden Gesetzes ausgearbeitet hatte. Ursprünglich befand sich die Schleuse auf der Uferseite von Taplow nahe der Taplow Mill. 1773 beklagte sich ein Anwohner, dass die Bootsleute verbotenerweise durch seinen Wald gingen und dass ihre Sprache extrem rüde sei. Die Schleuse wurde auch als Boltus Lock bezeichnet. Bolter ist eine Umschreibung für einen Müller. Die Schleuse hieß also Müllers Schleuse, was sich auf die Mühle von Taplow bezog. Ungewöhnlicherweise wurde bereits 1774 ein Schleusenwärterhaus gebaut. 1780 wurde über den schlechten Zustand der Schleuse geklagt. 1795 wurde über Untiefen im Fluss geklagt.
1825 beschwerte sich die City of London über den Zustand der Schleuse und empfahl eine neue auf der Uferseite von Berkshire zu bauen. Dazu muss ein neuer Durchstich von ungefähr 550 m Länge gegraben werden. Um die Baustelle während der Arbeiten trocken zu halten, wurde ein Wasserrad im Wehr installiert, das eine Pumpe antrieb. Der Auftrag zum Bau des Durchstichs ging an George Gynellf zu einem Preis von 1630 £. Ein gesonderter Auftrag Stein- und Holzlieferungen wurde an Clarke and Moss vergeben, während alle Zimmermannsarbeit und alle sonstigen Arbeiten von Männern gemacht wurde, die direkt bei der Kommission angestellt waren. Als Stein wurde Heading Stone Kalkstein aus dem Steinbrüchen von Headington verwendet. Da die Entfernung des Wehr zur Baustelle zu groß war, wurde zusätzlich eine Dampfmaschine mit 4,5 kW Leistung eingesetzt, um die Schleusenkammer trocken zu halten. Die Bauaufsicht hatte George Treacher. Die Arbeiten begannen im Dezember 1827 und waren im April 1829 beendet. Die Gesamtkosten beliefen sich auf 11.800 £. Bei ihrer Fertigstellung war die Schleuse mit Maßen von 46 m Länge und 5,8 m Breite und einem Höhenunterschied von 1,8 m die größte in Stein gebaute Schleuse in einem englischen Fluss. Als Anerkennung für seine Arbeit wurden  Treacher im Juni 1829 100 £ zugesprochen. Die Schleuse war als Ray Mill Lock nach der angrenzenden Ray Mill Island bekannt. Durch den Durchstich entstand Boulter’s Island.
Dieser Abschnitt des Flusses wurde sehr beliebt für Bootsausflüge im späten 19. Jahrhundert und frühen 20. Jahrhundert. Die Schleuse war ein beliebter Ausflugsort am Sonntag nach Royal Ascot, wenn die Reichen und Berühmten mit ihren Booten auf dem Weg nach Cliveden durchfuhren. 1899 wurde ein eisernes Gitter angebracht, um die Zuschauer zurückzuhalten. 1909 kaufte die Thames Conservancy Ray Mill Island, um Platz für den Ausbau der Schleuse zu haben, der 1912 erfolgte.

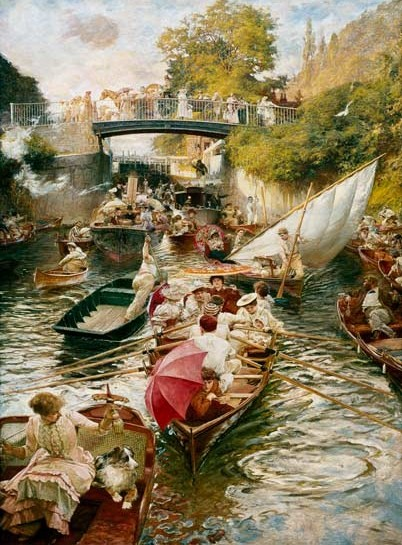
Boulter’s Lock, Sunday Afternoon von Edward John Gregory, (Lady Lever Art Gallery)

Der Stau an der Schleuse wurde vor dem Ersten Weltkrieg zu einem ernsten Problem. Es wurde eine neuartige Lösung dafür gefunden, die aus einer beweglichen Rampe bestand. Boote konnten einfach auf die Rampe fahren, wo Blöcke verhinderten, dass sie weiter rutschen, dann funktionierte der Mechanismus ähnlich einer Rolltreppe, wo die Boote mit ihren Insassen auf die höhere Stufe gehoben wurden. Der Fahrstuhl wurde 1909 eröffnet und von einem Elektromotor betrieben. Es ist unklar wie lange die Anlage in Betrieb blieb, ihr Platz ist heute noch klar auf der Ray Mill Island zu erkennen.
Die Lachsleiter, die am 19. Mai 2000 am Boulter’s Weir vom Duke of Wellington eingeweiht wurde, war die letzte einer Reihe, die in der Themse gebaut wurden. Der letzte Lachs war bis dahin 1923 an dieser Stelle gefangen worden.

## Der Fluss oberhalb der Schleuse
Kurz nach dem Schleusendurchstich beginnt der Jubilee River auf der Flussseite von Buckinghamshire. Es folgen die Inseln von Bavin’s Gulls, Formosa Island sowie einigen weitere Inseln, ehe das Cookham Lock erreicht wird.
Der Themsepfad folgt dem westlichen Ufer und umgeht das Cookham Lock, da er in den Ort Cookham abbiegt.
Das Wehr an der Schleuse wird oft von Kajaks benutzt. Für die Boote werden im Sommer immer eine Rinne und eine Rampe fest am dritten der sechs Durchlässe im Wehr installiert.